# 's-Gravendeel
's-Gravendeel () è una località olandese situata nel comune di Binnenmaas, nella provincia dell'Olanda meridionale.